# Tammy Wynette
Tammy Wynette, ursprungligen Virginia Wynette Pugh, född 5 maj 1942 i Itawamba County i Mississippi, död 6 april 1998 i Nashville i Tennessee, var en amerikansk countrysångerska och låtskrivare.
Wynette är en av förgrundsgestalterna inom countrymusiken och hennes skivor blev ofta storsäljare.  Hennes sångstil har beskrivits som "unik, själfull, och bluesaktig"  Hon vann stor popularitet som sångerska och lyckades samla på sig en stor förmögenhet.
Några månader efter sin död 1998 upptogs hon postumt i Country Music Hall of Fame.

## Barndom och ungdomstid
Fadern avled av en hjärntumör när Wynette var nio månader gammal. Hennes mor flyttade då med sitt enda barn till Birmingham, Alabama, där hon fick arbete inom krigsindustrin. Wynette tog musiklektioner och lärde sig spela en mängd olika instrument, som hon ärvt efter sin musikaliske far. Hon gifte sig ung och ingick sitt första äktenskap som 17-åring. Hon separerade från sin man tre år senare och hade då fött tre barn. Trots att hon arbetade i en skönhetssalong som kosmetolog hade hon stora svårigheter att försörja sig och sina barn. Dessa problem förvärrades av att hennes yngsta barn, en flicka, drabbades av hjärnhinneinflammation. För att kunna betala sjukvårdsräkningarna kompletterade Wynette sina inkomster genom att delta i flera talangtävlingar och välgörenhetsshower.

## Privatliv och professionell karriär
I mitten på 1960-talet medverkade hon i lokala TV-program. Hon gjorde 1966 sin första resa till Nashville för att lansera några sånger som skrivits av en god vän och inom kort framträdde hon på olika klubbar i trakten. Hon skrev kontrakt med skivbolaget Epic och slog igenom 1966 med Apartment No. 9. Några månader senare (1967) hamnade hennes inspelning av Your Good Girl's Gonna Go Bad på Top 5-listorna. Sedan följde en lång rad hitlåtar, där "Stand by Your Man" (1968) blev den allra största.
1968 gifte hon sig med countrymusikstjärnan George Jones. De spelade tillsammans in flera framgångsrika skivor, däribland märks hiten Golden Ring. Äktenskapet upplöstes 1975.
Genom åren sålde Wynette mer än 18 miljoner skivor, för vilka hon sammanlagt tjänade 16 miljoner dollar, och Stand By Your Man är den countrymusik-singleskiva som har sålt flest exemplar överhuvudtaget. Hennes album Greatest Hits låg på topplistorna i 60 veckor och gav henne en förtjänst på 1 miljon dollar.
Wynette var gift fem gånger och mor till fyra barn. Under en period på 1970-talet hade hon en romans med skådespelaren Burt Reynolds. Vid ett tillfälle, när hon fick frågan hur hon betraktade äktenskapet, svarade hon: "One side of me needs singing and life on the road. But I was raised to believe in marriage as a woman's greatest fullfilment, and I guess deep down that's still what I believe".
Bland hennes sista succéer märks medverkan i The KLF:s Justified and Ancient från 1991.

## Hälsoproblem och död
Från början av 1970-talet drabbades hon av en mängd sjukdomar; bland annat opererades hon för gallbesvär och en njursjukdom. Hon låg inlagd på sjukhus ett flertal gånger, genomgick mer än tjugofem större kirurgiska ingrepp och tog dagligen stora mängder smärtstillande tabletter. Hon avled 55 år gammal då hon låg och vilade på soffan i sitt vardagsrum. Dödsorsaken tros ha varit en blodpropp i lungan.

## Diskografi (urval)
Album (topp 20 på Billboard Charts - Top Country Albums)
- 1967 – Your Good Girl's Gonna Go Bad (#7)
- 1968 – Take Me to Your World/I Don't Wanna Play House (#3)
- 1968 – D-I-V-O-R-C-E (#1)
- 1969 – Stand by Your Man (#2)
- 1969 – Tammy's Greatest Hits (samlingsalbum) (#2)
- 1970 – The Ways to Love a Man (#3)
- 1970 – Tammy's Touch (#1)
- 1970 – The First Lady (#2)
- 1970 – The World of Tammy Wynette (samlingsalbum) (#8)
- 1971 – We Sure Can Love Each Other (#8)
- 1971 – Tammy's Greatest Hits, Volume II (samlingsalbum) (#5)
- 1972 – Bedtime Story (#7)
- 1972 – My Man (#2)
- 1973 – Kids Say the Darndest Things (#3)
- 1974 – Another Lonely Song (#8)
- 1976 – 'Til I Can make It on My Own (#3)
- 1976 – You and Me (#4)
- 1977 – Let's Get Together (#19)
- 1978 – Womanhood (#14)
- 1993 – Honky Tonk Angels (med Dolly Parton och Loretta Lynn) (#6)

Singlar (nummer 1 på Billboard Hot Country Songs)
- 1967 – "I Don't Wanna Play House"
- 1967 – "My Elusive Dream" (med David Houston)
- 1967 – "Take Me To Your World"
- 1968 – "D-I-V-O-R-C-E"
- 1968 – "Stand by Your Man"
- 1968 – "Singing My Song"
- 1968 – "The Ways to Love a Man"
- 1970 – "He Loves Me All The Way"
- 1970 – "Run, Woman, Run"
- 1971 – "Good Lovin' (Makes it Right)"
- 1971 – "Bedtime Story"
- 1972 – "My Man (Understands)"
- 1972 – " 'Til I Get It Right"
- 1973 – "Kids Say the Darndest Things"
- 1973 – "Another Lonely Song"
- 1976 – " 'Til I Can Make It on My Own"
- 1976 – "You and Me"
- 1991 – "Justified & Ancient" (med The KLF)